# Alraune (Comic)
Alraune ist eine 8-bändige Erotik-Comicreihe von Autor Rochus Hahn und Zeichner Toni Greis, die von 2001 bis 2005 im deutschen Verlag Schwarzer Turm erschienen ist.

## Handlung
Erzählt wird die Geschichte der jungen Dinah, die mit ihrer Freundin Marion ein verstecktes Zelt auf einem Jahrmarkt besucht, in dem ein besonders gut „ausgestatteter“ Mann zu sehen sein soll. Dabei sind jedoch einige Regeln zu beachten („Nicht anfassen!“), die die Mädchen aber prompt brechen. Dinah zieht dadurch den Zorn der Zeltbesitzerin auf sich und wird von ihr mit einem Fluch belegt. Fortan hat sie einen so gut wie unstillbaren sexuellen Appetit, der sie sogar dazu treibt, ihren eigenen Vater zu verführen.
Dinah, angewidert von sich selbst, läuft von zuhause weg und findet nach einigen erotischen Eskapaden bei Magdalena Unterschlupf, einer anderen Ausreißerin, die etwas über den Fluch zu wissen scheint. Die beiden Frauen finden einen Job in einer Striptease-Bar und machen sich auf die Suche nach den Ursprüngen des Fluches. Aber bis sie dem Geheimnis der magischen Alraune auf die Spur kommen, kommt es erst einmal zu einer ganzen Reihe von sexuellen Erlebnissen.

## Aufbau
In jedem Band wird eine mehr oder weniger abgeschlossene erotische Geschichte erzählt, die aber auch immer etwas zum Fortlauf der Gesamthandlung beiträgt. Die Darstellung der verschiedenen sexuellen Erlebnisse der Protagonisten ist dabei sehr explizit und verwendet gezielt Tabubrüche wie Inzest oder Sex mit Vertrauenspersonen, wie Ärzten und Lehrern.
Jeder der acht Comicbände umfasst 24 Seiten mit Schwarzweißbildern und ein farbiges Cover mit dem deutlich sichtbaren Vermerk Nur für Erwachsene.